# Söndre Vallstjärnen
Söndre Vallstjärnen är en sjö i Vansbro kommun i Dalarna och ingår i Dalälvens huvudavrinningsområde.